# Asfaltudlægger
En asfaltudlægger er en maskine der bruges ved vejarbejde til at asfaltere større arealer. De fås i flere størrelser og kan typisk lægge asfalt i en bane der er mellem 90 og 700 cm bred.
Forrest er der en slags lad, hvor en lastbil kan tippe asfalten ned i, og i bunden er der et system med enten transportbånd, snegl eller kæder med tværribber, der fører asfalten ind i udlæggerdelen. Oftest er der på forkanten af ladet et sæt ruller der skubber på lastbilens hjul så bilen skubbes frem i samme fart som udlæggeren. Herved undgås det at der spildes asfalt mellem bil og maskine.
Udlæggeren fordeler asfalten i bredden med snegl eller kæde/tværribbe-system, og det skrabes af i et jævnt lag.
Herefter skal asfalten tromles sammen med en vejtromle.
Ofte betjenes maskinen af 2-3 mand; 1 mand til at styre maskinens retning og grundfunktioner fra førerhuset og 1-2 mand til fortløbende at justere udlæggebredden ved hjælp af håndtag på siderne.

## Eksterne billeder
Billedserier af asfaltarbejde på galleri-side. Copyrightregler kan læses på forsiden Arkiveret 6. maj 2007 hos  Wayback Machine